# Municipio de Milan (Míchigan)
El municipio de Milan (en inglés: Milan Township) es un municipio ubicado en el condado de Monroe en el estado estadounidense de Míchigan. En el año 2010 tenía una población de 1601 habitantes y una densidad poblacional de 18,08 personas por km².

## Geografía
El municipio de Milan se encuentra ubicado en las coordenadas 42°2′10″N 83°43′26″O / 42.03611, -83.72389. Según la Oficina del Censo de los Estados Unidos, el municipio tiene una superficie total de 88.58 km², de la cual 88,53 km² corresponden a tierra firme y (0,05 %) 0,05 km² es agua.

## Demografía
Según el censo de 2010, había 1601 personas residiendo en el municipio de Milan. La densidad de población era de 18,08 hab./km². De los 1601 habitantes, el municipio de Milan estaba compuesto por el 96,13 % blancos, el 0,25 % eran afroamericanos, el 0,5 % eran amerindios, el 0,31 % eran asiáticos, el 1,37 % eran de otras razas y el 1,44 % eran de una mezcla de razas. Del total de la población el 2,87 % eran hispanos o latinos de cualquier raza.